# Сами Дейвис
Сами Дейвис младши (на английски: Samuel George „Sammy“ Davis, Jr.) е известен американски певец, музикант, танцьор и шоумен.

## Биография
Започва кариерата си като дете във водевили. Става популярен най-вече с изпълненията си в Лас Вегас и на Бродуей. Той е също така телевизионна и кино звезда и единственият чернокож в Рат пак.
През 1954 година губи лявото си око след автомобилна катастрофа. През 1960 година участва в първия филм на Рат пак – „Единадесеторката на Ошън“.
През целия си живот е подложен на расизъм и дарява много пари на граждански движения за права и свободи.
През 1987 година триото Франк Синатра, Дийн Мартин и Сами Дейвис се събира отново и изнася международни концерти заедно с Лайза Минели.
Сами умира от рак на гърлото през 1990 година.